# Robert Bradford Fox
Robert Bradford Fox (Galveston, 11 maggio 1918 – Baguio City, 25 maggio 1985) è stato un antropologo e archeologo statunitense.
Fox si è distinto per il contributo sostanziale e duraturo che ha dato all'antropologia delle Filippine, attraverso studi, ricerche, pubblicazioni, insegnamento e servizio pubblico.

## Biografia
Laureato in Antropologia presso la University of Southern California (1941), consegue il Master presso l'Università del Texas (1944), e il Ph.D. in Anthropologia all'Università di Chicago nel 1954.
Allo scoppio della Seconda guerra mondiale presta servizio nella Marina degli Stati Uniti e nel 1946 giunge nelle Filippine. Dal 1947 al 1975 ha lavorato al Museo Nazionale delle Filippine, prima come antropologo, e poi dal 1955 come capo antropologo. Dal 1965 ha anche insegnato presso l'Università delle Filippine e ha svolto il compito di Assistente del Presidente per le Minoranze Nazionali e consigliere di antropologia con l'allora presidente Ferdinand Marcos.
Ha svolto attività di ricerca sul campo tra i Negritos di Pinatubo nel 1948-1949, e con i Tagbanua e i Batak di Palawan nel 1952.
Dal 1962 al 1965 ha guidato il team del Museo Nazionale delle Filippine che ha scoperto e poi scavato le Grotte di Tabon nell'isola di Palawan che hanno portato alla scoperta di  fossili e resti umani risaleenti al tardo Pleistocene.
Nel 1975, mentre lavorava come consulente per il presidente filippino su questioni antropologiche, fu colpito da un ictus per il quale dovette interrompere la sua attività didattica e di ricerca.

## Pubblicazioni
Fra le sue numerose pubblicazioni si citano:
- The Pinatubo Negritos : Their Useful Plants and Material Culture, The Philippine Journal of Science, 1953;
- Religion and Society Among the Tagbanuwa of Palawan Island, Philippines, University of Chicago, 1954;
- The Tabon Caves : Archaeological Excavations on Palawan Island, Philippines,  National Museum, Manila, 1970;
- Pre-history of the Philippines, National Museum of Philippines, 1967;